# Torre de Perauba
La Torre de Perauba, se situa a l'extrem nord-oest de la Serra de Palles, contrafort nord-occidental de la Serra de Boumort, prop del poble d'Hortoneda, pertanyent a l'antic terme d'Hortoneda de la Conca, actualment del terme de Conca de Dalt, de la comarca del Pallars Jussà. És a llevant del Montpedrós, prop de l'església de Sant Cristòfol de Montpedrós, uns 800 metres al seu nord-est. Es troba a ponent dels Rocs del Comeller, a la banda de llevant de la vall de la llau de la Font Freda.
És una torre circular, d'1,70 cm de diàmetre interior i 1,2 de gruix de les parets. L'alçada actual és de 7 metres, però originalment era més alta. Està construïda amb carreus regulars no gaire grossos, força primitius, que daten la torre vers l'any 1000.
L'escriptor Pep Coll, fill de la propera població de Pessonada recull la llegenda de la Torre de Perauba: a la Torre de Perauba, hi vivia el rei de tot aquest territori, com testimonia la presència a l'entorn de la Font de la Casa del Rei.